# 1984-es Formula–1 brit nagydíj
A brit nagydíj volt az 1984-es Formula–1 világbajnokság tizedik futama.

## Futam
| Helyezés | #  | Versenyző          | Csapat/Motor      | Körök | Idő/Kiesés oka | Rajthely | Pontszám |
| -------- | -- | ------------------ | ----------------- | ----- | -------------- | -------- | -------- |
| 1        | 8  | Niki Lauda         | McLaren-TAG       | 71    | 1:29:28,532    | 3        | 9        |
| 2        | 16 | Derek Warwick      | Renault           | 71    | + 42,123       | 6        | 6        |
| 3        | 19 | Ayrton Senna       | Toleman-Hart      | 71    | + 1:03,328     | 7        | 4        |
| 4        | 11 | Elio de Angelis    | Lotus-Renault     | 70    | + 1 kör        | 4        | 3        |
| 5        | 27 | Michele Alboreto   | Ferrari           | 70    | + 1 kör        | 9        | 2        |
| 6        | 28 | René Arnoux        | Ferrari           | 70    | + 1 kör        | 13       | 1        |
| 7        | 1  | Nelson Piquet      | Brabham-BMW       | 70    | + 1 kör        | 1        |          |
| 8        | 15 | Patrick Tambay     | Renault           | 69    | Turbó          | 10       |          |
| 9        | 24 | Piercarlo Ghinzani | Osella-Alfa Romeo | 68    | + 3 kör        | 21       |          |
| 10       | 26 | Andrea de Cesaris  | Ligier-Renault    | 68    | + 3 kör        | 19       |          |
| 11       | 17 | Marc Surer         | Arrows-BMW        | 67    | + 4 kör        | 15       |          |
| 12       | 22 | Riccardo Patrese   | Alfa Romeo        | 66    | + 5 kör        | 17       |          |
| Kizárva  | 4  | Stefan Bellof      | Tyrrell-Ford      | 68    | Kizárva        | 26       |          |
| HN       | 21 | Huub Rothengatter  | Spirit-Hart       | 62    | + 9 kör        | 22       |          |
| Kiesett  | 25 | François Hesnault  | Ligier-Renault    | 43    | Elektronika    | 20       |          |
| Kiesett  | 7  | Alain Prost        | McLaren-TAG       | 37    | Váltó          | 2        |          |
| Kiesett  | 12 | Nigel Mansell      | Lotus-Renault     | 24    | Váltó          | 8        |          |
| Kiesett  | 18 | Thierry Boutsen    | Arrows-BMW        | 24    | Elektronika    | 12       |          |
| Kiesett  | 5  | Jacques Laffite    | Williams-Honda    | 14    | Vízpumpa       | 16       |          |
| Kiesett  | 10 | Jonathan Palmer    | RAM-Hart          | 10    | Baleset        | 23       |          |
| Kiesett  | 2  | Corrado Fabi       | Brabham-BMW       | 9     | Elektronika    | 14       |          |
| Kiesett  | 14 | Manfred Winkelhock | ATS-BMW           | 8     | Kicsúszás      | 11       |          |
| Kiesett  | 6  | Keke Rosberg       | Williams-Honda    | 5     | Motorhiba      | 5        |          |
| Kizárva  | 3  | Stefan Johansson   | Tyrrell-Ford      | 1     | Kizárva        | 25       |          |
| Kiesett  | 23 | Eddie Cheever      | Alfa Romeo        | 0     | Baleset        | 18       |          |
| Kiesett  | 9  | Philippe Alliot    | RAM-Hart          | 0     | Baleset        | 24       |          |
| Kiesett  | 30 | Jo Gartner         | Osella-Alfa Romeo | 0     | Baleset        | 27       |          |
| NK       | 20 | Johnny Cecotto     | Toleman-Hart      |       |                |          |          |

## A világbajnokság élmezőnyének állása a verseny után
| H  | Versenyzők      | Pont | H  | Konstruktőrök  | Pont |
| -- | --------------- | ---- | -- | -------------- | ---- |
| 1. | Alain Prost     | 35,5 | 1. | McLaren-TAG    | 68,5 |
| 2. | Niki Lauda      | 33   | 2. | Ferrari        | 35,5 |
| 3. | Elio de Angelis | 29   | 3. | Lotus-Renault  | 35   |
| 4. | René Arnoux     | 24   | 4. | Renault        | 27   |
| 5. | Keke Rosberg    | 20,5 | 5. | Williams-Honda | 25,5 |

## Statisztikák
Vezető helyen:
- Nelson Piquet: 11 (1-11)
- Alain Prost: 26 (12-37)
- Niki Lauda: 34 (38-71)

Niki Lauda 22. győzelme, 20. leggyorsabb köre, Nelson Piquet 13. pole-pozíciója.
- McLaren 36. győzelme.

Johnny Cecotto utolsó versenye.